# 酸菜鱼

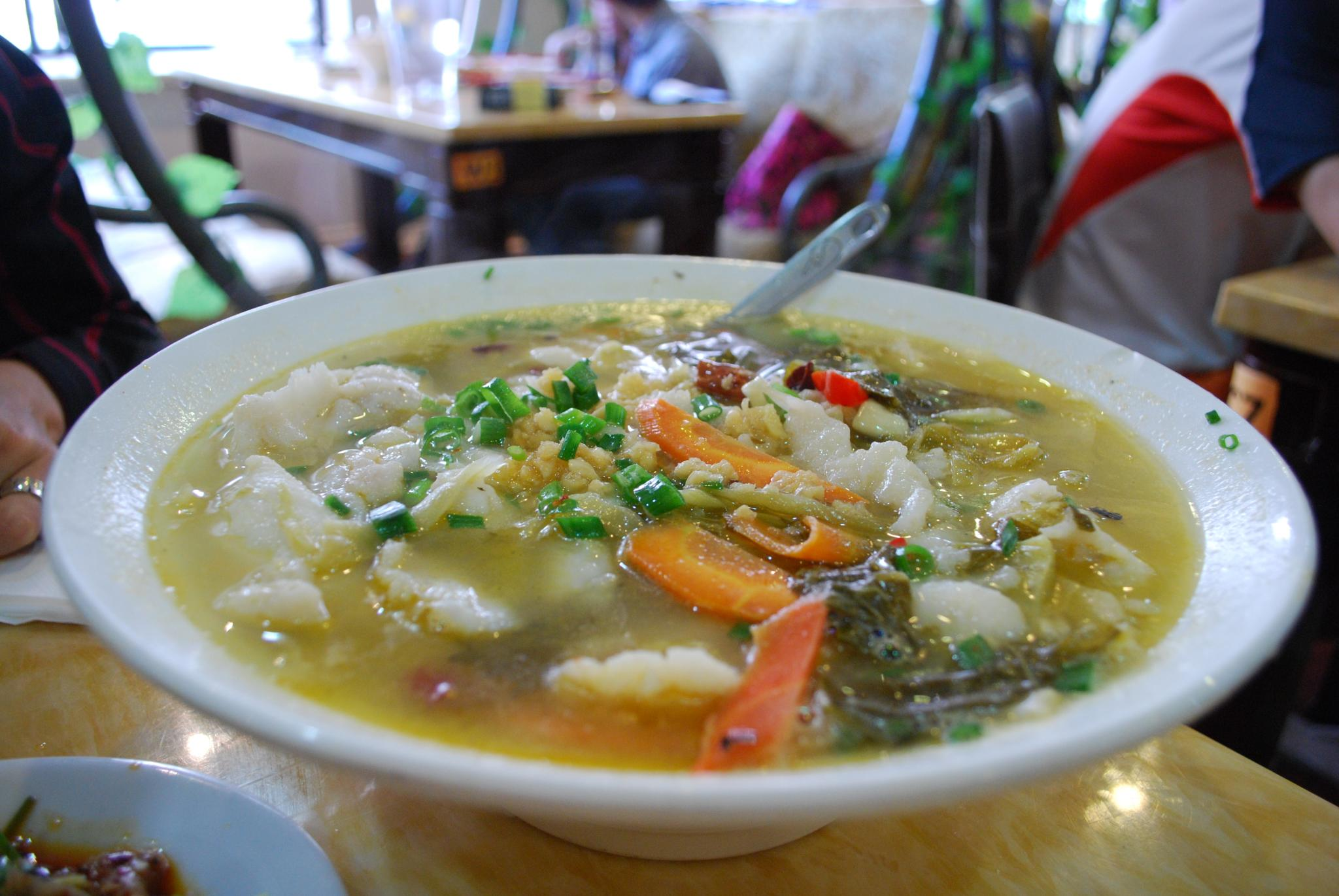
酸菜鱼。

酸菜鱼，是起源于重庆的一道知名菜色，做法有多种，主要原料为草鱼、酸菜、泡辣椒、花椒、生薑或泡薑等。口感上帶著點椒麻微辣感，湯汁酸辣香濃，現在已經是中國相當熱門的料理。
酸菜鱼与水煮鱼一样，风靡中国各地。虽然都是以切成片的鱼肉作为主料，但酸菜鱼和水煮鱼的做法却有所不同。酸菜鱼是将泡椒、薑等炒出香味，再加汤炖煮酸菜和鱼；水煮鱼则为将鱼肉焯烫后，将炒入乾辣椒、花椒等调料的热油浇在鱼肉上。

## 典故
酸菜魚用鮮魚加泡菜製作，因為泡菜味道極酸，故名酸菜魚。據說歷史上四川民間，初冬时節會用青菜醃漬成酸菜，用大盆器貯存，隨用隨取，可食至來年夏天。民間多以酸菜和雞、鴨、魚、猪做湯菜。